# 436
436 foi um ano bissexto do século V no Calendário Juliano. com 53 semanas, o ano teve início numa quarta-feira e terminou numa quinta-feira com as letras dominicais E e D. Segundo o horóscopo chinês, foi o ano do Rato.
| Ano completo                           |
| -------------------------------------- |
| Ano bissexto com início à quarta-feira |

## Nascimentos
- Quilderico I, rei merovíngio dos francos sálios.